# Gohia falxiata
Espèce
Synonymes
- Rubrius falxiatus Hogg, 1909
- Gohia falcata Dalmas, 1917
- Chiracanthium wenhami Forster, 1955
- Gohia enderbyensis Forster, 1964

Gohia falxiata est une espèce d'araignées aranéomorphes de la famille des Toxopidae.

## Distribution
Cette espèce est endémique des îles Auckland en Nouvelle-Zélande.

## Publication originale
- Hogg, 1909 : Spiders and Opiliones from the subantarctic islands of New Zealand. The Subantarctic islands of New Zealand. Wellington, vol. 1, p. 155-181 (texte intégral).